# Mariana Todorova
Mariana Todorova es una violinista búlgara, concertino de la Orquesta Sinfónica de RTVE desde 1997 hasta 2024. 

## Biografía
Nace en 1974 en Varna (Bulgaria) y empieza sus estudios de violín a la edad de cinco años con S. Furnadjieva. A los catorce gana el primer premio del concurso nacional S.Obretenov y del concurso internacional Kocian en Checoslovaquia. Asimismo posee el Premio Cultural de la ciudad de Varna -año 1990 y el primer premio del concurso de música de cámara Zlatnata Diana en Pleven (Bulgaria).
Continúa sus estudios en el Real Conservatorio Superior de Madrid con Víctor Martín hasta graduarse en el año 1995 con Premio Extraordinario Fin de Carrera. El mismo año gana el premio Sarasate concedido por la Fundación Loewe y actúa en concierto con el Stradivarius del compositor.
Ha asistido a las clases magistrales de Mincho Minchev, Ifrah Neaman, Isabel Vilá, Lorand Fenives, Clara Flieder, Mauricio Fuks, Ruggiero Ricci, Ferenc Rados y Walter Levin.
Ha actuado como solista con diversas orquestas europeas con los maestros Dafov, Kolarov, Keradjiev, Izquierdo, Fournet, García Asensio, Andreescu, Leaper, Encinar, Noseda, Ros Marbá, etc. Su repertorio se extiende desde el barroco hasta la música de nuestros días, incluyendo estrenos, primeras audiciones y obras dedicadas de compositores actuales: Bustamante, Cueva, Ruiz Pipó, Greco, Torres, Taverna-Bech, etc.
Ha realizado numerosas grabaciones para TVE, Canal Satélite, Radio Clásica y para el sello discográfico de RTVE. Regularmente actúa en las principales salas, Festivales y Ciclos de Conciertos de España. Colabora regularmente como concertino invitada con la Real Filarmonía de Galicia.
En el año 2000 estrena con la Orquesta Sinfónica de Gran Canaria el concierto para violín "Ardor" de José Luis Greco, dedicado a ella, posteriormente graba dicho concierto en CD para el sello ASV. El disco ha sido elegido disco excepcional del mes de la revista Scherzo en diciembre de 2003 y el «Editor's choice» de la revista Gramophone en octubre de 2003.
Mariana Todorova forma dúo con la pianista Irini Gaitani y pertenece al trío de cuerda "Modus" desde su fundación en el año 1997, con el que en el año 2002 estrenó en España "Divertimento para trío de cuerda y orquesta" de Françaix, junto con la Orquesta de la Comunidad de Madrid y José Ramón Encinar. Así mismo es líder de la Orquesta de Cámara Solistas de Madrid, fundada en la primavera de 1996, agrupación formada por los primeros atriles de la Orquesta de RTVE.
Toca con un violín Joseph Ceruti del año 1844.